# Guillermo Vázquez
Guillermo Vázquez Herrera (Ciudad de México, 25 de mayo de 1967) es un exfutbolista y entrenador mexicano, jugaba como mediocampista de contención. Como jugador, fue ampliamente conocido por haber sido parte del equipo de Toros Neza, y como entrenador, se le conoce por haber sido el dirigente del Club Universidad Nacional, haciéndolo campeón en el torneo Clausura 2011 de la Liga MX.

## Trayectoria como jugador
Debutó con el Club Universidad Nacional el sábado 25 de agosto de 1984 en el partido Monterrey 0-0 UNAM, correspondiente a la jornada 2 de la temporada 1984-85.
Se retiró en el Torneo Invierno 1999 en el cual tras sólo disputar un partido fue campeón con el Club Pachuca bajo la dirección técnica de Javier Aguirre.

## Director Técnico

#### Pumas de la UNAM (primer y corta etapa)
En 2006 inició su carrera como Director Técnico. El domingo 2 de abril de 2006 hizo su presentación tras la salida de Miguel España en el partido UNAM 2-1 Jaguares de Chiapas, disputado en la cancha del Estadio Olímpico Universitario. Dirigió al equipo en 5 partidos del Torneo Clausura 2006, donde obtuvo dos victorias, dos empates y una derrota.  Dentro de la Copa Libertadores 2006 dirigió un partido contra Nacional de Uruguay, donde empató a un gol. 
Posteriormente fue auxiliar técnico de Ricardo Ferretti de 2006 a 2010 con los mismos Pumas de la UNAM. 

#### Segunda y exitosa etapa con Pumas
En el 2010 firmó con el Club Universidad Nacional para sustituir a Ricardo Ferretti en la dirección técnica de Universidad. En su primera temporada al frente del club, calificó a la liguilla en octavo lugar. Tras eliminar sorpresivamente al líder Cruz Azul, logró su clasificación para las semifinales, donde cayeron derrotados a manos de Monterrey.
En la temporada siguiente, Universidad terminó en segundo lugar tras lograr 11 partidos invicto y ser el equipo más convincente del torneo. En los cuartos de final eliminó al campeón C. F. Monterrey, en las semifinales al Guadalajara y en la final derrotaron al Atlético Morelia (antes Monarcas Morelia). Ese 22 de mayo de 2011 ya como DT, gana el campeonato del torneo mexicano y su primer título oficial como entrenador, llevando una de las mejores temporadas de los años recientes en el club de la Universidad Nacional.
Al torneo siguiente, Pumas no calificó a la liguilla. Después de tener una temporada irregular terminaron situados en el noveno lugar de la tabla, quedando fuera por diferencia de goles a pesar de sumar 25 puntos y mostrar por momentos buen fútbol.
En el torneo Clausura 2012, Universidad tuvo un pobre desempeño. Ante la negativa de la entrante directiva de proporcionar refuerzos, Vázquez renunció a la dirección técnica del equipo.
Cruz Azul
El 28 de mayo de 2012 el Club Deportivo Cruz Azul contrató a Memo Vázquez como su nuevo Director Técnico de cara al Torneo Apertura 2012, al ser presentado ante el equipo del Cruz Azul por Guillermo Álvarez Cuevas. 
El 26 de mayo de 2013 perdió la final después de ir ganando dos a cero contra América.
En ese mismo semestre obtuvo el título de la Copa MX con Cruz Azul. En diciembre del 2013 fue despedido de su cargo tras la humillante eliminación del Cruz Azul a manos del Club Deportivo Toluca en los cuartos de final del Apertura 2013. Estuvo sin equipo durante todo el torneo Clausura 2014.

#### Pumas de la UNAM (tercera etapa)
Tras el pobre rendimiento del equipo en temporadas pasadas, se optó por el regreso de Guillermo Vázquez Herrera al banquillo universitario después del despido de José Luis Trejo. Retomó la dirección técnica del equipo en la Jornada 6 del Torneo Apertura 2014 en donde los calificó a la liguilla en el octavo puesto de la tabla general pero fueron derrotados en cuartos de final ante Club América. Para el Torneo Clausura 2015 no calificó pero continuó en el equipo para el siguiente torneo esperando buenos resultados.
Para el Torneo Apertura 2015 lograría posicionar a los Pumas en el liderato general, con la mejor ofensiva y defensiva y también como mejor local 
En cuartos de final eliminaría al Veracruz, en la semifinal al eterno rival club América y la final la perdería ante Tigres dramáticamente en penales por 4-2, después de un peleado global de empate a 4 goles. 
Al siguiente torneo los Pumas quedarían fuera de la liguilla al terminar en el décimo lugar, en la Copa Libertadores serían eliminados en cuartos de final por Independiente del Valle; por lo que con el cambio de presidencia de patronato fue destituido de su cargo, siendo su sucesor Juan Francisco Palencia.

#### Veracruz
También entrenó al Club Deportivo Tiburones Rojos de Veracruz, fue en el Clausura 2018 donde asumió la dirección técnica del equipo jarocho con el objetivo de mantenerlo en la Primera Divisíon, a pesar de que por momentos se veía en el equipo su buen estilo de juego basado en posesión de pelota y siempre ofensivo, sólo sumó 18 puntos en su primer torneo, lo que condenaba a los escualos a descender nuevamente a Liga de Ascenso. Pero con el pobre torneo de otro equipo metido en problemas como Lobos BUAP, el Veracruz logró su permanencia por un año más, la directiva decidió mantenerlo por otro torneo, sin embargo los resultados no se dieron y las diferencias entre el entrenador y el dueño del equipo Fidel Kuri Grajales originaron que Guillermo Vázquez fuera cesado de su cargo. 

#### Necaxa
Fue entrenador de Club Necaxa hasta la temporada Apertura 2019, equipo al que en sus dos torneos dirigidos, logró calificar a liguilla siendo eliminado en cuartos de final del Clausura 2019 por los Rayados de Monterrey y en semifinales durante el Apertura 2019 por el mismo rival que sería campeón del torneo. 
Un día después de la derrota en semifinales ante Monterrey se anunció su salida del club debido a que no se pudo llegar a un acuerdo para un aumento de sueldo para Vázquez.

#### Atlético San Luis
El 15 de diciembre de 2019 se anuncia su llegada a la escuadra del Club Atlético San Luis siendo una total revelación para la Liga MX. El 30 de octubre de 2020 sale del club por mutuo acuerdo con la directiva tras el paupérrimo rendimiento del equipo potosino.

#### Necaxa (segunda etapa)
El 18 de marzo de 2021 se anuncia su regreso al club mexicano Club Necaxa, previo al arranque de la fecha 12 del Torneo Guardianes Clausura 2021.
Cruz Azul (segunda etapa)
El miércoles 22 de febrero de 2023 se anuncia la llegada de Ricardo “Tuca” Ferretti como nuevo director técnico de Cruz Azul y Guillermo Vázquez JR formando parte de su cuerpo técnico como su auxiliar técnico y segundo director técnico de Cruz Azul.

## Clubes

### Clubes como futbolista
| Club                 | País   | Año         |
| -------------------- | ------ | ----------- |
| UNAM                 | México | 1984 - 1990 |
| Tecos de la UAG      | México | 1990 - 1991 |
| Monterrey            | México | 1991 - 1992 |
| Tecos de la UAG      | México | 1992 - 1994 |
| Toros Neza           | México | 1994 - 1996 |
| Atlas de Guadalajara | México | 1997        |
| Toros Neza           | México | 1997 - 1998 |
| Pachuca CF           | México | 1998 - 1999 |

### Clubes como entrenador
| Club              | País   | Año         |
| ----------------- | ------ | ----------- |
| Pumas UNAM        | México | 2006        |
| Pumas UNAM        | México | 2010 - 2012 |
| Cruz Azul         | México | 2012 - 2013 |
| Pumas UNAM        | México | 2014 - 2016 |
| Veracruz          | México | 2017 - 2018 |
| Necaxa            | México | 2019        |
| Atlético San Luis | México | 2020        |
| Necaxa            | México | 2021        |
| Cruz Azul         | México | 2023        |

## Estadísticas como entrenador
Datos actualizados al último partido dirigido el 28 de septiembre de 2021.
| Club              | País   | Año         | PJ  | PG  | PE | PP  | Rend%  |
| ----------------- | ------ | ----------- | --- | --- | -- | --- | ------ |
| Pumas UNAM        | México | 2006        | 6   | 2   | 3  | 1   | 50%    |
| Pumas UNAM        | México | 2010 - 2012 | 91  | 35  | 27 | 29  | 48.35% |
| Cruz Azul         | México | 2012 - 2013 | 80  | 40  | 22 | 18  | 59.17% |
| Pumas UNAM        | México | 2014 - 2016 | 96  | 41  | 22 | 33  | 50.35% |
| Veracruz          | México | 2017 - 2018 | 26  | 7   | 4  | 15  | 32.05% |
| Necaxa            | México | 2019        | 50  | 21  | 11 | 18  | 49.33% |
| Atlético San Luis | México | 2020        | 26  | 6   | 4  | 16  | 28.21% |
| Necaxa            | México | 2021        | 18  | 6   | 1  | 11  | 35.18% |
| Total             | Total  | Total       | 393 | 158 | 94 | 141 | 48.17% |

## Palmarés

### Campeón como jugador
| Torneo               | Club            | País   | Año  |
| -------------------- | --------------- | ------ | ---- |
| Temporada 1993-94    | Tecos de la UAG | México | 1994 |
| Torneo Invierno 1999 | Pachuca CF      | México | 1999 |

### Campeón como Director Técnico
| Torneo                | Club                | País   | Año  |
| --------------------- | ------------------- | ------ | ---- |
| Torneo Clausura 2011  | UNAM                | México | 2011 |
| Copa MX Clausura 2013 | Deportivo Cruz Azul | México | 2013 |

Otros logros
Subcampeón con Cruz Azul en el torneo Clausura 2013
Subcampeón con Pumas en el torneo Apertura 2015